# Tipula (Pterelachisus) aspoecki
Tipula (Pterelachisus) aspoecki is een tweevleugelige uit de familie langpootmuggen (Tipulidae). De soort komt voor in het Palearctisch gebied.